# 桑克蒂厄里群島
桑克蒂厄里群島（英語：Sanctuary Islands），是南極洲的群島，位於葛拉漢地西岸，處於查維斯島西部，由英國南極名稱諮詢委員會命名，現時由南極條約體系管理。